# Tetraonyx femoralis
Tetraonyx femoralis es una especie de coleóptero de la familia Meloidae.

## Distribución geográfica
Habita en México y Nuevo México y Arizona en    Estados Unidos.